# Pyromaia tuberculata
El cangrejo araña (Pyromaia Tuberculata) es una especie de cangrejo de la familia Inachoididae  oriunda de San Diego, California, Estados Unidos. Su nombre vulgar remite a su similitud corporal con una araña. 

## Taxonomía
Pyromaia tuberculata, también conocida como el cangrejo de fuego, fue descrita por primera vez por Lockington en 1877 frente a la costa de San Diego, California. La clasificación familiar de la piromaia sigue siendo controvertida. Originalmente se conocía como Inachus tuberculata, y también se le conoce como Neorhynchus mexicanus. Es un miembro de la superfamilia majoidea, también llamada "cangrejos araña".

## Descripción
P. tuberculata es una especie de cangrejo que habita en bentónica, con adultos que a menudo habitan en las plataformas continentales. Los individuos de P. tuberculata tienen un caparazón granulado y tuberculado, con una columna corta y hacia atrás en el primer segmento abdominal. La especie se somete a nueve etapas postlarvales, cada una separada por breves períodos de muda. A partir de la tercera etapa del cangrejo, las hembras maduras pueden diferenciarse de los machos por los grandes sodomitas redondeados que forman sus placas abdominales y forman una cavidad para sostener los huevos. La longitud del caparazón de los especímenes adultos en la novena etapa del cangrejo puede alcanzar hasta 20 mm, mientras que el ancho del caparazón puede alcanzar aproximadamente 18 

## Ciclo de vida
El ciclo de vida de P. tuberculata se compone de tres etapas principales: el huevo, la larva y el cangrejo. El tiempo de incubación de los huevos de P. tuberculata tiene una relación inversa con la temperatura en la que viven las hembras ovígeas, con huevos eclosionando después de 7 días a 26 °C y 80 días a 8 °C. Las larvas flotan libremente y se alimentan de camarones en salmuera y plancton pequeño, sometiendo a intervalos regulares de muda. Hay dos etapas zoeal y una megalopa para la tuberculata larvaria, que se puede distinguir a través del análisis de las espinas del caparazón y el ancho relativo. En la primera etapa zoeal, el caparazón tiene una columna vertebral dorsal singular y los ojos son sésiles, mientras que en la segunda etapa zoeal hay múltiples espinas dorsales pequeñas y los ojos están ligeramente acejados. En la etapa de megalopa, el caparazón carece de espinas, pero es más grande y tiene un lóbulo más prominente. Después de alcanzar la etapa inicial de cangrejo, P. tuberculata tarda aproximadamente 3 meses en llegar a la edad adulta. No hay una diferencia clara en el tamaño corporal o el peso entre hombres adultos y mujeres. Los machos pueden comenzar a reproducirse después de 47-81 días, mientras que las hembras pueden reproducirse después de 62-79 días.

## Biografía
P. tuberculata se caracteriza por un bajo número de etapas postlarvales, lo que resulta en una vida útil más corta que otras especies de cangrejo bentónico. Esta especie también tiene una fase larvaria más corta, que es común en la familia Majidae, y representa un mayor grado de especialización ecológica. Tiene una etapa de desarrollo relativamente corta y puede reproducirse durante todo el año. La capacidad de las cangrejos hembra para llevar huevos fertilizados días después de la pubertad muda ayuda en tiempos de generación más cortos. En combinación con estrategias que conducen a la máxima supervivencia de la descendencia, como un área de alta dispersión de larvas a áreas de alto oxígeno, la reproducción durante todo el año de P. Tuberculata hace que sea posible realizar tres ciclos de generación cada año. Las hembras de la primera generación ponen huevos a principios de la primavera que alcanzan la madurez a finales del verano. Esta segunda generación libera huevos más rápidamente debido a la temperatura media del agua más cálida, lo que permite que la tercera generación se asiente y libere huevos hasta principios del invierno.

## Hábitat
P. tuberculata es nativo de la costa del Pacífico de América del Norte desde la bahía de San Francisco hasta Panamá, pero se ha extendido a las aguas costeras de Argentina, Australia, Brasil, Japón y Nueva Zelanda. Las larvas flotan libremente en aguas costeras y estuarias de hasta 18 metros de profundidad. Los adultos viven escondidos entre piedras o en fondos de barro a arenoso hasta profundidades de 412 metros. Se reportaron adultos y larvas en la plataforma continental atlántica argentina después de haber sido observados anteriormente solo en el Atlántico en las aguas costeras de Brasil.
P. tuberculata ahora también se ha extendido al Pacífico occidental, ya que se han encontrado especímenes a lo largo de la costa sureste de Australia en Port Phillip Bay y Newcastle, y a lo largo de la costa oeste en Cockburn Sound. En el noroeste del Pacífico, las poblaciones se han establecido en las aguas de China y Japón, principalmente debido al transporte naval después de la Segunda Guerra Mundial.

## Especie invasora
Se considera una especie invasora debido a su propagación al sureste del Atlántico y al Pacífico occidental. Después de llegar a las aguas japonesas ha prosperado debido a su capacidad para volver a colonizar rápidamente las aguas después de casos de hipoxia de verano. Los cangrejos nativos más pequeños tienen temporadas de reproducción limitadas que restringen su capacidad de competir con el invasor P. tuberculata. En aguas eutróficas como la bahía de Tokio, P. tuberculatais abundante desde la zona intermareal hasta 80 metros de profundidad, con poblaciones de bahía interior que se reponen cada otoño con larvas de cangrejos en la bahía exterior, que no experimentan la muerte hipóxica. Las poblaciones de P. tuberculata son limitadas en las aguas poco profundas de Port Phillip Bay, Australia, debido a la depredación de los peces globo.